# Electric Cafe
Electric Café este un album muzical al trupei Kraftwerk. Este un pic "nefaimos" deoarece a trecut aproape jumǎtate de deceniu pentru ca trupa sǎ-l producǎ; se spune cǎ munca a fost inceputǎ în anul 1982 (având ca titluri Technicolor și apoi Techno Pop), dar proiectul a fost abandonat din cauza faptului cǎ Ralf Hutter suferise un accident aproape fatal de ciclism, și apoi trupa nu era nici sigurǎ de calitatea albumului, vrând sǎ-l mai îmbunǎtǎțeascǎ. Albumul a fost lansat abia în 1986.
Albumul a fost lansat în trei variante lingvistice: germanǎ, englezǎ și spaniolǎ. Melodia "Der Telefon Anruf" (Apelul Telefonic) a fost prima și singura în care Karl Bartos este vocea principalǎ.
În general, audiența vede muzica de pe album cam sterilǎ fațǎ de predecesoarele, mai ales fațǎ de Computerwelt. În plus, haosul așteptǎrii lansǎrii albumului (5 ani), a fǎcut trupa sǎ piardǎ momente cruciale în cariera sa. Oricare ar fi influențele acestor factori, Electric Café nu a avut un succes comercial prea grozav.
Douǎ single-uri au fost lansate, "Musik Non Stop" și "Der Telefon Anruf", ambele fiind însoțite și de videoclipuri promoționale. Deși aceste single-uri au atins #1 în "Billboard Dance Chart" în 1987, nici unul nu a avut succes în topurile pop. În orice caz, "Musik Non Stop" a fost melodia de final a oricǎrui spectacol Kraftwerk, de atunci și pânǎ astǎzi.
În colecția Kraftwerk ce va fi lansatǎ în viitor, Der Katalog, albumul Electric Café a fost redenumit Techno Pop.

## Lista melodiilor
1. Boing Boom Tschak - 2:57
2. Techno Pop - 7:42
3. Musik Non-Stop : 5:45
4. Der Telefon Anruf / Apelul Telefonic - 8:03
5. Sex Objekt / Obiect Sexual - 6:51
6. Electric Café / Cafeneaua Electricǎ - 4:20.